# بنو الرسي
الرسيين أو بنو الرسي هم سلالة حكمت في اليمن أسسها يحيى بن الحسين بن القاسم الرسي واستمرت هذه السلالة تحكم أجزاء من اليمن حتى سقوط الملكية باليمن وقيام الجمهورية، تنسب هذه السلالة إلى القاسم الرسي بن إبراهيم طباطبا الذي ولد في جبل الرَّس في المدينة المنورة ثم فر هرباً من الدولة العباسية إلى السند ولم يزل بها إلى أن توفي عام 245 هـ ورجع ابنه الحسين إلى اليمن.

## نسبهم
يرجعون بنسبهم إلى القاسم الرسي بن إبراهيم بن إسماعيل بن إبراهيم بن الحسن بن الحسن بن علي بن أبي طالب الهاشمي القرشي.

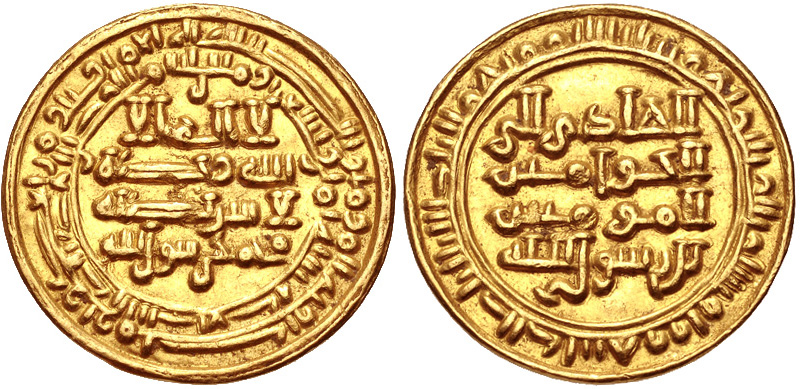
دينار ذهبي ضرب في عهد يحيى بن الحسين في صعدة عام 910م

## حكمهم لليمن. المملكة المتوكلية اليمنية اسمها
تمثل حكمهم في اليمن على شكل الإمامة الزيدية، حيث اتخذت الدولة الرسية الأولى بزعامة مؤسس الدولة والمذهب الزيدي في اليمن يحيى بن الحسين الرسي المنعوت بالهادى إلى الحق، من صعدة مركزاً لها في الفترة 284 –444 هـ/ 897 –1052م. 
كان يحيى بن الحسين  قد غلب على اليمن، ودعي له بصنعاء وما والاها عنه. وضربت السكة باسمه. ثم خرج من صنعاء بعد غلبة القرامطة، فصار إلى صعدة، وتسمى بالهادي أبي الحسن. وملك نجران وتلك النواحي، وخطب له بأمير المؤمنين. وأظهر دعوة الزيدية، وزحف إلى صنعاء فملكها من يد أسعد بن يعفر، ثم استردّها منه بنو أسعد ورجع إلى صعدة. وكان شيعته يسمونه الإمام، مات سنة ثمان وتسعين للهجرة، تولى الأمر من بعده ولده محمد، ولقب المرضى.
وتعاقب العديد من الرسيين الأمامة في اليمن، وعرف المتأخرين منهم بالأسرة القاسمية نسبة إلى القاسم بن محمد بن علي وأسرة آل شرف الدين وكلها من الأئمة الزيديين. وكان أخر من حكم من أبناء هذه السلالة في اليمن هو محمد البدر حميد الدين آخر حكام المملكة المتوكلية اليمنية.